# Park Narodowy North York Moors
Park Narodowy North York Moors (ang. North York Moors National Park) – park narodowy w północno-wschodniej Anglii, obejmujący rozległe, wyżynne  wrzosowiska we wschodniej części hrabstwa North Yorkshire.
Park utworzony został 28 listopada 1952 roku. Zajmuje powierzchnię 1436 km² i obejmuje 42 km linii brzegowej Morza Północnego. Blisko 1/3 powierzchni parku (44 000 ha) zajmują porośnięte wrzosowiskami wzgórza, największe skupisko tej formacji roślinnej w Anglii i Walii, a 22% (około 32 000 ha) zajmują lasy. Na terenie parku swoje źródła mają rzeki Derwent, jej liczne dopływy (Rye, Seph, Riccal, Dove, Seven, Hodge Beck, Pickering Beck), Esk oraz Leven. Najwyższe wzniesienie, Urra Moor wznosi się 454 m n.p.m.
North York Moors ma istotne znaczenie jako siedlisko zarówno roślin, jak i ptaków (m.in. drzemlika, siewki złotej i pardwy mszarnej). Wyznaczony został tutaj specjalny obszar ochrony siedlisk (Special Area of Conservation) oraz obszar specjalnej ochrony ptaków (Special Protection Area).
Zarząd parku ma swoją siedzibę w Helmsley i zatrudnia 106 pracowników (2019). Około 80% powierzchni parku stanowią ziemie prywatne, a niecały 1% znajduje się w posiadaniu zarządu parku. Na terenie parku znajduje się 2268 km publicznie dostępnych ścieżek i dróg. W znacznej części parku prawo do publicznego dostępu jest także zapewnione poza istniejącymi szlakami. W 2016 roku roczną liczbę odwiedzających oszacowano na 7,93 mln. W granicach parku mieszka 23 380 osób (2011). 
Krajobraz North York Moors jest wynikiem działalności ludzkiej na przestrzeni tysięcy lat. W czasach prehistorycznych obszar ten pokrywały lasy. W epoce neolitu, 3000-2000 lat p.n.e. rozpoczęto jego wylesianie w celu uzyskania gruntów pod wypas owiec. Praktykę tę kontynuowano do średniowiecza, kiedy to większość lasów została wycięta. Hodowla owiec prowadzona jest na terenie parku do dzisiaj i stanowi ważny element tutejszego ekosystemu, zapobiegając odrostowi drzew. Innym specyficznym dla tego obszaru zajęciem są polowania na pardwy – sport zapoczątkowany wśród brytyjskiej arystokracji w połowie XIX wieku.

Krajobrazy North York Moors
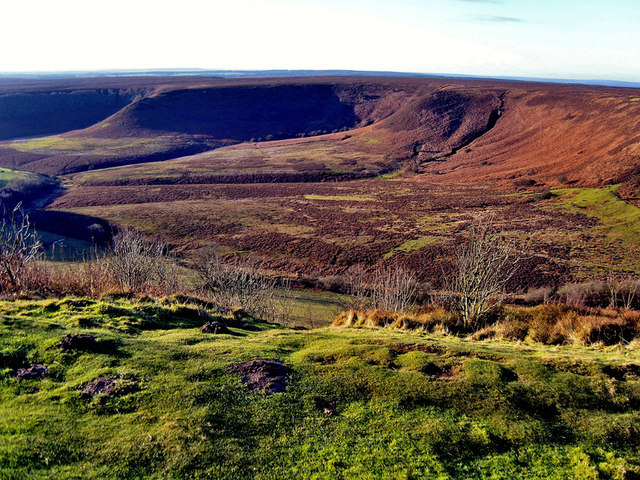
Dolina Hole of Horcum(inne języki)
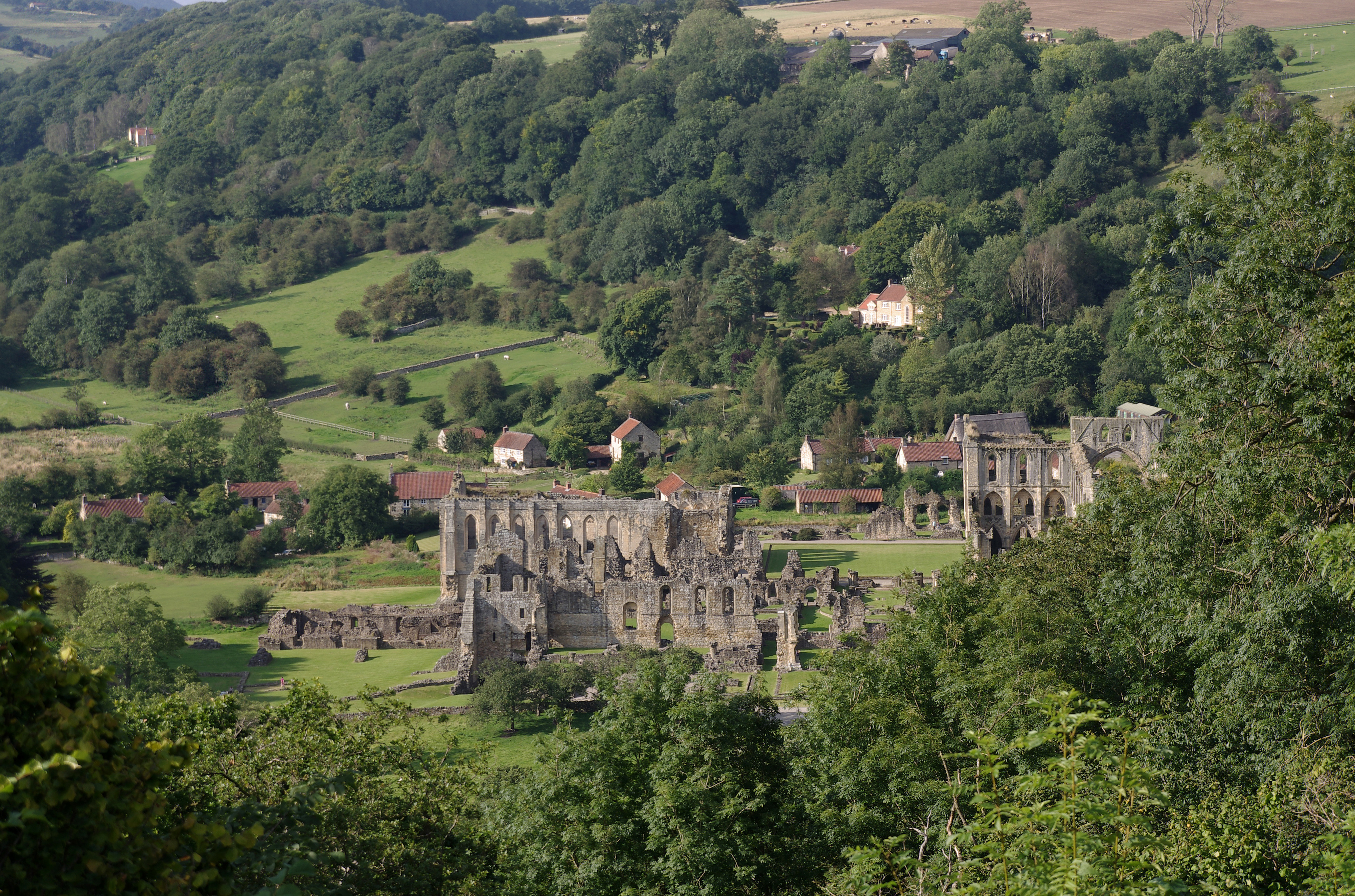
Ruiny opactwa w Rievaulx(inne języki)
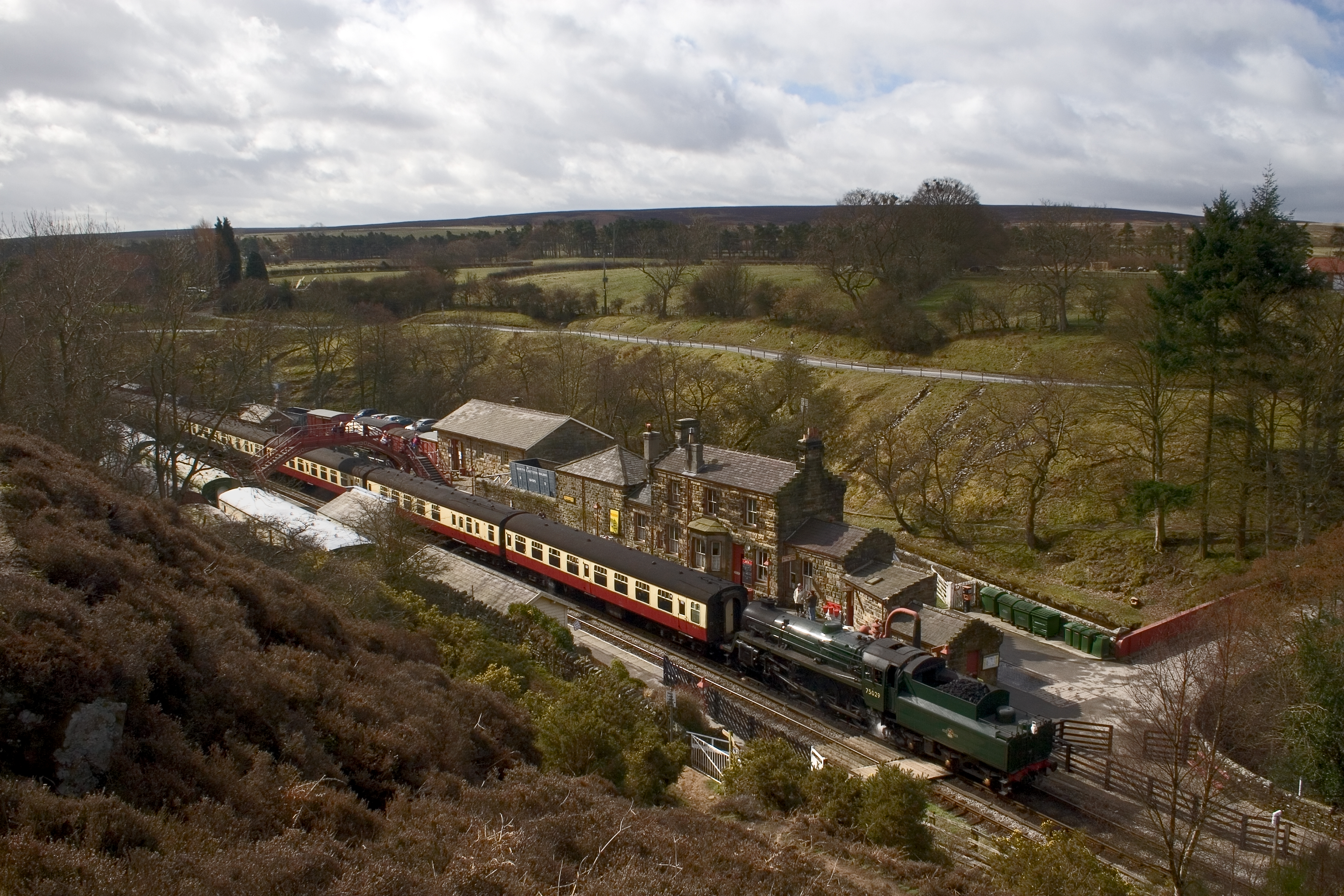
Zabytkowa kolej North York Moors Railway(inne języki), stacja(inne języki) w Goathland
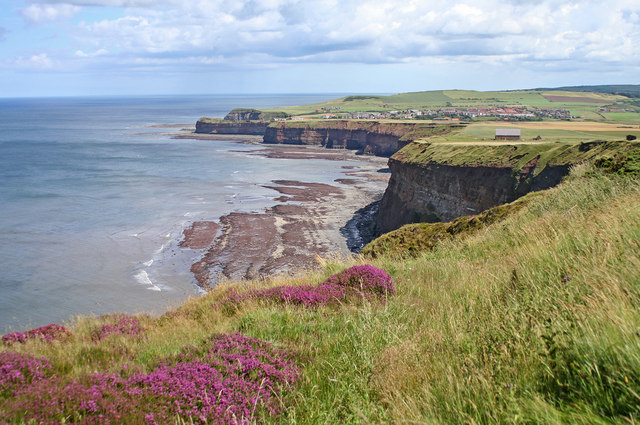
Klifowe wybrzeże koło Boulby
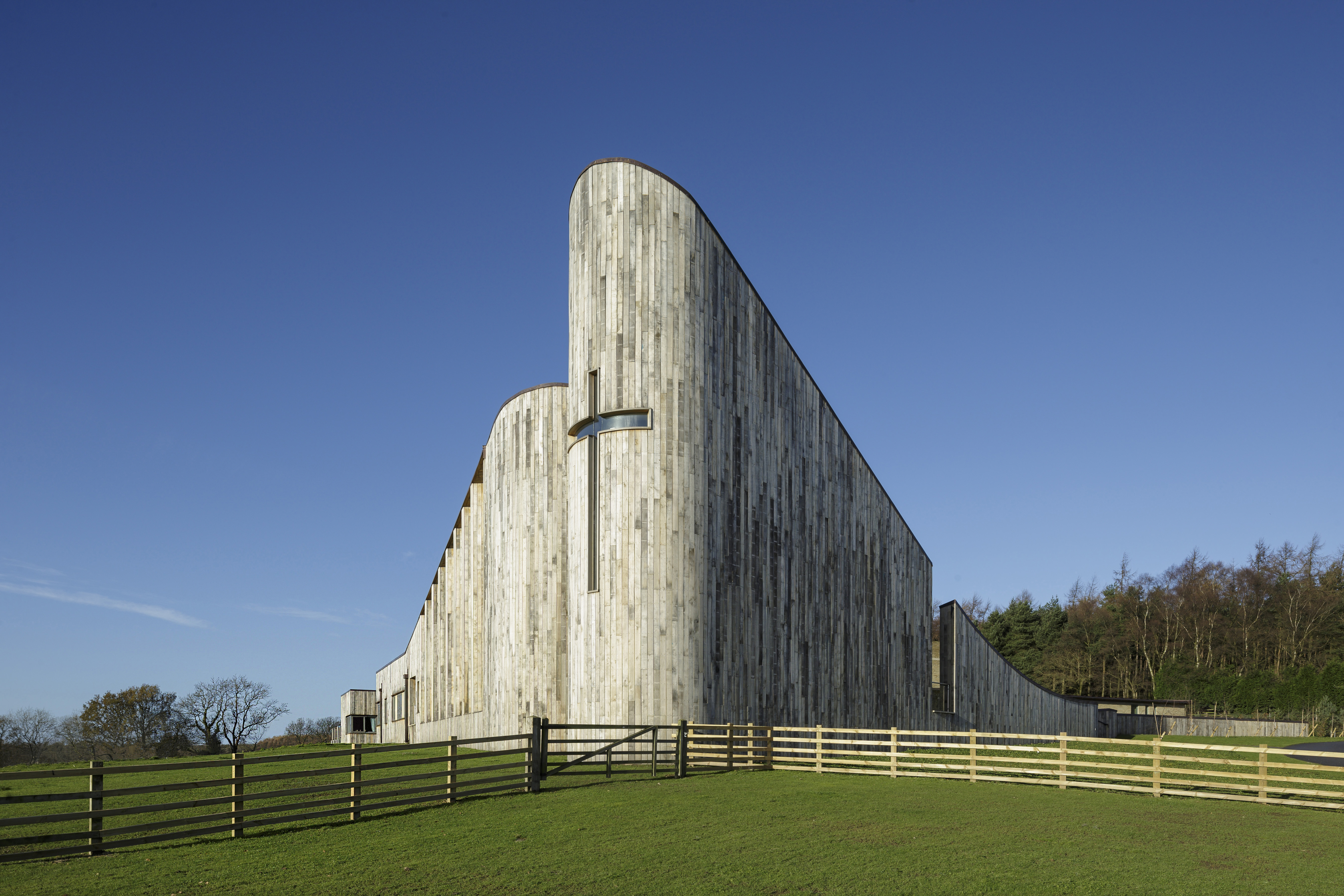
Kościół przy klasztorze benedyktynek Stanbrook(inne języki) w Wass